# Eugenia Frydman
Eugenia Frydman – polsko-żydowska pływaczka, zawodniczka Żydowskiego Klubu Sportowego Makabi Warszawa, wielokrotna mistrzyni i wicemistrzyni Polski oraz Warszawy w pływaniu i skokach do wody w 20-leciu międzywojennym.

## Kariera
Była zawodniczką sekcji pływania stołecznego klubu Makabi Warszawa. W 1924 r. zdobyła tytuł Mistrza Polski, była też trzykrotną wicemistrzynią Polski w skokach do wody z wieży i w skokach do wody z trampoliny. Jej klub w klasyfikacji drużynowej w latach 1926-1927 i 1929-1931 systematycznie zajmował drugie miejsce w Mistrzostwach Warszawy, ustępując jedynie Akademickiemu Związkowi Sportowemu (AZS) Warszawa. 
W 1928 r., Makabi zrezygnował z udziału w pływackich Mistrzostwach Warszawy w proteście przeciwko krzywdzącemu sędziowaniu na zawodach i w ramach manifestacji swojego stanowiska zorganizował w tym samym roku widowiskowy pokaz skoków z warszawskiego Mostu Kierbedzia do Wisły, który obserwowało ok. 10 tysięcy osób po obu stronach rzeki. W pokazie wzięło udział 6 skoczków – czterech panów i dwie panie: Eugenia Frydman i Edwarda Tyrmund. Skoki z wysokości 14,5 m. były nie lada sensacją, komentowaną powszechnie w prasie żydowskiej, która pisała, że "była to odpowiedź Żydów na posądzenie ich przez Polaków o powszechne  tchórzostwo i strach przed wodą".  